# هلا الحيد
هلا الحيد هي مصممة رسوم متحركة ومخرجة سعودية تعيش في مدينة الرياض.

## أعمالها

### الأفلام
- أم السعف والليف: فيلم رسوم متحركة أنتج عام 2020، وعُرض في مهرجان البحر الأحمر السينمائي الدولي،[1] كما شارك في مهرجان مالمو للسينما العربية بالسويد.[2][3]